# Réunionfalke
Der Réunionfalke (Falco duboisi) ist eine ausgestorbene Falkenart von der Maskarenen-Insel Réunion. Benannt ist er nach dem französischen Reisenden und Geistlichen Sieur Dubois, der in seinem Reisebericht von 1674 einen Raubvogel erwähnte, der dem Réunionfalken entsprechen könnte. 1974 entdeckte der französische Geologe Bertrand Kervazo Knochenmaterial dieser Art.

## Merkmale
Der Réunionfalke wurde 1994 von Graham S. Cowles anhand vom Material aus der Grotte des Premiers Francais beschrieben. Eine zusätzliche Ulna wurde später entdeckt, und zwei zusätzliche Coracoids wurden in der Grotte de l’Autel gefunden. Der Réunionfalke war ähnlich groß wie der Turmfalke (Falco tinnunculus), hatte jedoch robustere Beinknochen. Insbesondere beim als Holotypus gekennzeichneten Tarsometatarsus sind die proximalen und distalen Enden breiter und höher. Die beiden Tibiotarsi sind unterschiedlich groß (57,9 mm im Vergleich zu 66,8 mm). Cowles gab an, dass der kleinere Knochen zu einem juvenilen Vogel gehört. Dem entgegneten Cécile Mourer-Chauviré und ihre Kollegen im Jahr 1999, dass der äußere Zustand des Knochens der eines adulten Vogels entspricht. Der Unterschied zwischen den beiden Knochen ist ähnlich wie die Variationsbreite zwischen den Exemplaren des Mauritiusfalken (Falco punctatus). Diese Größenvariation ist auf den Sexualdimorphismus zurückzuführen, wobei die größten Individuen die Weibchen sind, wie bei anderen Falken-Arten. Insgesamt ist der Réunionfalke viel größer als der Seychellenfalke oder der Madagaskarfalke und etwas größer als der Mauritiusfalke. Carl G. Jones wies darauf hin, dass beim Mauritiusfalken die Flügel kurz und an der Spitze abgerundet sind, was eine Anpassung für waldbewohnende Raubvögel ist und auch bei anderen insularen Formen der Gattung Falco vorkommt. Die Form der Flügel ähnelt denen der Habichte und Sperber, die ebenfalls in Wäldern leben. Im Vergleich zum Turmfalken sind das Coracoid und die Flügelknochen des Mauritiusfalken viel kürzer, der Oberschenkelknochen und der Tibiotarsus sind etwas kürzer, und der Tarsometatarsus ist fast gleich groß. Beim Réunionfalken sind der Oberarmknochen und der Carpometacarpus unbekannt, aber das Coracoid und die Ulna sind im Vergleich zum Oberschenkelknochen und dem Tarsometatarsus nicht reduziert. Das Coracoid, der Oberschenkelknochen und der Tarsometatarsus haben die gleichen relativen Proportionen wie beim Turmfalken, während beim Mauritiusfalken das Coracoid im Vergleich zu den Beinknochen sehr reduziert ist. Daraus kann man schließen, dass die Flügel des Réunionfalken nicht so verkürzt waren wie die des Mauritiusfalken. 
Sieur Dubois notierte in seinen Berichten drei Raubvögel. Die ersten waren die Papangues, die Réunionweihe (Circus maillardi), die heute noch existiert. Die zweiten werden „Gelbfüßler genannt, die die Größe und Form von Falken haben. Sie schaden den Hühnern der Bewohner und dem Wild der Insel“. Die dritten sind die „Emerillons, die, obwohl sie klein sind, es nicht versäumen, Hühner zu erbeuten und sie zu fressen“. Das Wort „emerillon“ ist der französische Name des Merlins (Falco columbarius), einer kleinen Falkenart. Mourer-Chauviré und ihre Kollegen vermuten, dass der gelbfüßige Falke möglicherweise Falco duboisi entspricht.

## Aussterben
Der Réunionfalke wurde von den Siedlern Réunions als Schädling verfolgt. Als Folge dieser Überjagung starb er in den 1670er Jahren aus.